# アルバ

アルバ
Land Aruba（オランダ語） 
Pais Aruba（パピアメント語）

地域の標語：なし
地域の歌：貴い国アルバ（オランダ語）

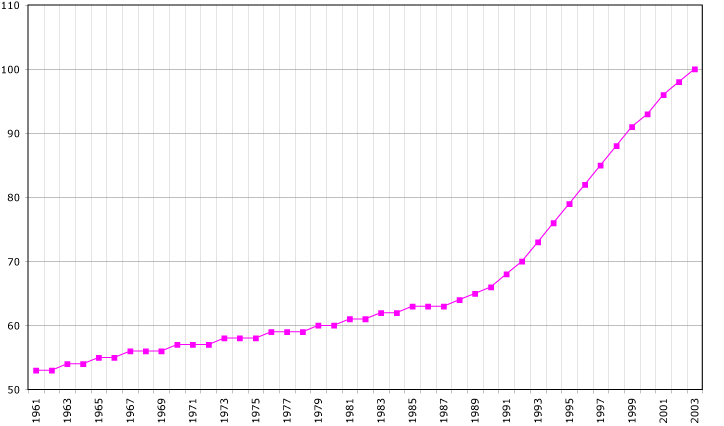
人口推移（千人）

アルバ（オランダ語: Aruba [aːˈrubaː, aːˈrybaː] ( 音声ファイル)、パピアメント語: Aruba [aˈruba]、正式にはオランダ語: Land Aruba、パピアメント語: Pais Aruba）は、西インド諸島の南端部、南米ベネズエラの北西沖に浮かぶ島。高度な自治が認められたオランダ王国の構成国。本土オランダ、キュラソー、シント・マールテンと共に対等な立場でオランダ王国を構成している。アルバという名は、スペイン語のoro hubo（黄金ありき）から来ているという説がある。

## 歴史
アルバの最初の住民は、アラワク族のカケティオス・インディアンである。彼らは、カリブ族による攻撃から逃れて、ベネズエラからこの地に移住した。最古のインディアン住居跡は、西暦1000年頃までさかのぼる。他の西インド諸島とも距離もあり、海の高い波はカヌーでの航海を困難にしたため、カケティオスたちはカリブ海よりも南米に多く見られた。
スペイン人探検家のアロンソ・デ・オヘーダ (Alonso de Ojeda) は、1499年頃、最初のヨーロッパ人として同地に到着したと考えられているが、開拓地は建設されなかった。多くのほかの西インド諸島と異なり、プランテーションはアルバでは発達しなかった。その代わりにスペイン人は、多くのカケティオスをイスパニョーラ島へ送り、そこで奴隷として掘削の仕事を強制した。
1636年、アルバはオランダに承認され、2世紀近くオランダの植民地支配下にあった。1805年以降のナポレオン・ボナパルトによる戦争の間、イギリスが主に島の植民地支配をしたが、1816年に再びオランダの植民地支配に戻された。
19世紀のゴールドラッシュで繁栄した。最初の原油積み替え施設が1924年に、1928年には製油所が開設された。これはアメリカ合衆国のスタンダード・オイル・オブ・ニュージャージー（現在のエクソンモービル）の100%出資の子会社、ラゴ・オイル&トランスポート株式会社 (Lago Oil & Transport Co. Ltd.) である。
ラゴ製油所は島の東端に位置し、西端にはロイヤル・ダッチ・シェルが小さい「イーグル製油所」を保持していたが、第二次世界大戦勃発後のオランダのドイツによる占領のすぐ後に閉鎖を余儀なくされた。
第二次世界大戦後の1954年に、オランダ領アンティル（州）の一部（県）に組み込まれたが、1986年単独の自治領（州）として分離した。現在に至るまでオランダの統治下にある。
2023年9月28日にアルバ国立図書館およびアルバ国立公文書館は、アメリカの非営利団体であるインターネットアーカイブの協力により、10万点超の歴史的資料を「Coleccion Aruba」と名付けてデジタルアーカイブとして公開した。費用の多くはインターネットアーカイブが負担することになっており、少ない予算で実現可能なモデルだと評価されているが、歴史的資料が民間団体によって保管されることによる継続性の面で課題が指摘されている。

## 軍事
自治領であるため自前の軍隊は持たず、オランダ軍が沿岸警備などに就いている。

## 地理
北緯12度03分、西経69度58分、ベネズエラから北の沖合い25kmに位置する、面積193km2の島。近くにあるキュラソーとボネールと共にABC諸島とも呼ばれている。ほぼ平坦なサンゴ礁の島で、最高地点でもジャマノタ山（188m）である。年間平均気温が27℃、年間降水量が510mmである。島の大半は砂漠化しており、降水量が少ないため、植物はサボテンが生えている。島には美しい真っ白なビーチが幾つかあり、観光客で賑わっている。また、ベアトリクス女王国際空港の東側にあるスパーンス・ラグーンは干潟とマングローブの湿地のある狭い入り江で、ホグフィッシュ、クベラスナッパー、ターポン、アルーバガラガラヘビなどが生息しており、1980年にラムサール条約登録地となった。また、東岬、南海岸、西岬、西部湿地の4か所も2023年にラムサール条約登録地となった。東岬一帯はハンドウイルカ、シワハイルカ、タイセイヨウマダライルカ、スジイルカ、ハシナガイルカ、マダライルカの6種のイルカの生息地で、ハセイルカ、ハナゴンドウ、オキゴンドウ、ゴンドウクジラ、ザトウクジラ、ミンククジラ、ジンベエザメなども見られる。南海岸にはマングローブ、海草床、砂浜、珊瑚礁などがあり、アジサシ類、3種のウミガメ（アオウミガメ、タイマイ、アカウミガメ）、12種の海獣、ウミトサカ類、イシサンゴ類（Millepora complanata、エルクホーンサンゴなど）、魚類（マダラトビエイ、イタチザメなど）と海綿動物が生息している。西岬一帯の砂浜はオサガメ、タイマイ、アカウミガメ、アオウミガメの4種のウミガメの営巣地で、石灰岩の台地はアメリカコアジサシの繁殖地である。水域にはエルクホーンサンゴが生息しており、タートルグラスの海草床はAliger gigasとブダイ類の生息地である。陸上の砂丘と湿地にはカンムリコリン、アナホリフクロウ、アルーバガラガラヘビ、トウブワタオウサギ、ベネズエラヨルマウスなどが生息している。西部の湿地は海岸に位置する塩性湿地で、ミルスベリヒユ、Sporobolus pyramidatusなどの植物が生えており、昆虫、甲殻類、固有種のCnemidophorus arubensisなどの爬虫類、鳥類やソーシュルハナナガコウモリなどの哺乳類が生息している。

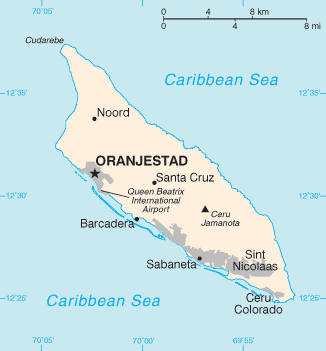
地図

## 経済
カリブ海地域の中では生活水準は非常に高く、失業率も低い。アルバの国民総生産の半分は観光関連で、観光客のほとんどがアメリカからであり、最大の貿易相手国でもある。観光業が拡大する一方、アルバにおける有力産業は石油精製で、農業や製造業の規模は小さい。20世紀の最後の10年間は、観光産業がブームとなり、1985年にいったん製油所が閉鎖されて以来（1991年に再開）、アルバの第一の産業となる。観光と島内に多数あるリゾートに注目が集まっていることもあってアルバの失業率は非常に低く、「カリブ海のラスベガス」とも呼ばれている。
アルバは観光産業が盛んな一方で農業・製造業の規模が小さいことから長年財政赤字を計上しており、インフレ率はやや高くなっている。財政政策に注力してはいるものの、オランダ本国から毎年援助を受けている。

### 通貨
通貨はアルバ・フロリン（アルバ・ギルダーとも）。為替レートは1アルバ・フロリン＝1アンティル・ギルダー＝1.79米ドルで固定されている。補助単位はセント（100セント＝1アルバ・フロリン）。5フロリンおよび50セント硬貨は四角形をしている。

## 交通

### 航空
- レイナ・ベアトリクス国際空港

## 住民
ヨーロッパ系の白人と黒人、さらに先住民アラワク族の血が混ざり合った混血が80%を占める。

### 宗教
宗教はカトリックが82%、プロテスタントが8%である。

### 言語
公用語はオランダ語だが、オランダ語やスペイン語、ポルトガル語などが混ざり合った混成語であるパピアメント語も幅広く使われている。

## 出身者
- スーザン・ケイグル - ストリートミュージシャン
- エリクソン・ダンソ - 元サッカー選手
- ヘドヴィヘス・マドゥロ - 元サッカー選手
- デンゼル・ダンフリース - サッカー選手（インテル・ミラノ所属）
- ユリエン・ティンバー - サッカー選手（アヤックス所属）
- ザンダー・ボガーツ - プロ野球選手（サンディエゴ・パドレス所属）